# 2011年の日本
2011年の日本（2011ねんのにほん）では、2011年（平成23年）の日本の出来事・流行・世相などについてまとめる。

## 他の紀年法
日本では、西暦の他にも以下の紀年法を使用している。なお、以下の紀年法は西暦と月日が一致している。
- 元号
  - 平成23年
- 神武天皇即位紀元
  - 皇紀2671 年
- 干支
  - 辛卯（かのと う）

## カレンダー
| 1月 |    |    |    |    |    |    |
| 日  | 月 | 火 | 水 | 木 | 金 | 土 |
|     |    |    |    |    |    | 1  |
| 2   | 3  | 4  | 5  | 6  | 7  | 8  |
| 9   | 10 | 11 | 12 | 13 | 14 | 15 |
| 16  | 17 | 18 | 19 | 20 | 21 | 22 |
| 23  | 24 | 25 | 26 | 27 | 28 | 29 |
| 30  | 31 |    |    |    |    |    |
|     |    |    |    |    |    |    |

| 2月 |    |    |    |    |    |    |
| 日  | 月 | 火 | 水 | 木 | 金 | 土 |
|     |    | 1  | 2  | 3  | 4  | 5  |
| 6   | 7  | 8  | 9  | 10 | 11 | 12 |
| 13  | 14 | 15 | 16 | 17 | 18 | 19 |
| 20  | 21 | 22 | 23 | 24 | 25 | 26 |
| 27  | 28 |    |    |    |    |    |
|     |    |    |    |    |    |    |

| 3月 |    |    |    |    |    |    |
| 日  | 月 | 火 | 水 | 木 | 金 | 土 |
|     |    | 1  | 2  | 3  | 4  | 5  |
| 6   | 7  | 8  | 9  | 10 | 11 | 12 |
| 13  | 14 | 15 | 16 | 17 | 18 | 19 |
| 20  | 21 | 22 | 23 | 24 | 25 | 26 |
| 27  | 28 | 29 | 30 | 31 |    |    |
|     |    |    |    |    |    |    |

| 4月 |    |    |    |    |    |    |
| 日  | 月 | 火 | 水 | 木 | 金 | 土 |
|     |    |    |    |    | 1  | 2  |
| 3   | 4  | 5  | 6  | 7  | 8  | 9  |
| 10  | 11 | 12 | 13 | 14 | 15 | 16 |
| 17  | 18 | 19 | 20 | 21 | 22 | 23 |
| 24  | 25 | 26 | 27 | 28 | 29 | 30 |
|     |    |    |    |    |    |    |

| 5月 |    |    |    |    |    |    |
| 日  | 月 | 火 | 水 | 木 | 金 | 土 |
| 1   | 2  | 3  | 4  | 5  | 6  | 7  |
| 8   | 9  | 10 | 11 | 12 | 13 | 14 |
| 15  | 16 | 17 | 18 | 19 | 20 | 21 |
| 22  | 23 | 24 | 25 | 26 | 27 | 28 |
| 29  | 30 | 31 |    |    |    |    |
|     |    |    |    |    |    |    |

| 6月 |    |    |    |    |    |    |
| 日  | 月 | 火 | 水 | 木 | 金 | 土 |
|     |    |    | 1  | 2  | 3  | 4  |
| 5   | 6  | 7  | 8  | 9  | 10 | 11 |
| 12  | 13 | 14 | 15 | 16 | 17 | 18 |
| 19  | 20 | 21 | 22 | 23 | 24 | 25 |
| 26  | 27 | 28 | 29 | 30 |    |    |
|     |    |    |    |    |    |    |

| 7月 |    |    |    |    |    |    |
| 日  | 月 | 火 | 水 | 木 | 金 | 土 |
|     |    |    |    |    | 1  | 2  |
| 3   | 4  | 5  | 6  | 7  | 8  | 9  |
| 10  | 11 | 12 | 13 | 14 | 15 | 16 |
| 17  | 18 | 19 | 20 | 21 | 22 | 23 |
| 24  | 25 | 26 | 27 | 28 | 29 | 30 |
| 31  |    |    |    |    |    |    |
|     |    |    |    |    |    |    |

| 8月 |    |    |    |    |    |    |
| 日  | 月 | 火 | 水 | 木 | 金 | 土 |
|     | 1  | 2  | 3  | 4  | 5  | 6  |
| 7   | 8  | 9  | 10 | 11 | 12 | 13 |
| 14  | 15 | 16 | 17 | 18 | 19 | 20 |
| 21  | 22 | 23 | 24 | 25 | 26 | 27 |
| 28  | 29 | 30 | 31 |    |    |    |
|     |    |    |    |    |    |    |

| 9月 |    |    |    |    |    |    |
| 日  | 月 | 火 | 水 | 木 | 金 | 土 |
|     |    |    |    | 1  | 2  | 3  |
| 4   | 5  | 6  | 7  | 8  | 9  | 10 |
| 11  | 12 | 13 | 14 | 15 | 16 | 17 |
| 18  | 19 | 20 | 21 | 22 | 23 | 24 |
| 25  | 26 | 27 | 28 | 29 | 30 |    |
|     |    |    |    |    |    |    |

| 10月 |    |    |    |    |    |    |
| 日   | 月 | 火 | 水 | 木 | 金 | 土 |
|      |    |    |    |    |    | 1  |
| 2    | 3  | 4  | 5  | 6  | 7  | 8  |
| 9    | 10 | 11 | 12 | 13 | 14 | 15 |
| 16   | 17 | 18 | 19 | 20 | 21 | 22 |
| 23   | 24 | 25 | 26 | 27 | 28 | 29 |
| 30   | 31 |    |    |    |    |    |
|      |    |    |    |    |    |    |

| 11月 |    |    |    |    |    |    |
| 日   | 月 | 火 | 水 | 木 | 金 | 土 |
|      |    | 1  | 2  | 3  | 4  | 5  |
| 6    | 7  | 8  | 9  | 10 | 11 | 12 |
| 13   | 14 | 15 | 16 | 17 | 18 | 19 |
| 20   | 21 | 22 | 23 | 24 | 25 | 26 |
| 27   | 28 | 29 | 30 |    |    |    |
|      |    |    |    |    |    |    |

| 12月 |    |    |    |    |    |    |
| 日   | 月 | 火 | 水 | 木 | 金 | 土 |
|      |    |    |    | 1  | 2  | 3  |
| 4    | 5  | 6  | 7  | 8  | 9  | 10 |
| 11   | 12 | 13 | 14 | 15 | 16 | 17 |
| 18   | 19 | 20 | 21 | 22 | 23 | 24 |
| 25   | 26 | 27 | 28 | 29 | 30 | 31 |
|      |    |    |    |    |    |    |

## 在職者
- 天皇: 明仁
- 内閣総理大臣: 菅直人(民主党)、9月2日より野田佳彦(民主党)
- 内閣官房長官: 仙谷由人(民主党)、1月14日より枝野幸男(民主党)、9月2日より藤村修(民主党)
- 最高裁判所長官: 竹﨑博允
- 衆議院議長: 横路孝弘(民主党)
- 参議院議長: 11月5日まで西岡武夫(民主党)、11月14日より平田健二(民主党)
- 国会: 第177回 (常会, 1月24日-8月31日）、第178回 (臨時会, 9月13日-9月30日)、第179回 (臨時会, 10月20日-12月9日)

## 世相
- 3月11日の東日本大震災は東北地方を中心に関東地方の太平洋岸にかけて津波等による甚大な被害となり、またこれにより引き起こされた深刻な原子力事故はその恐怖もさることながら、電力不足による広範囲での計画停電の実施と企業や家庭、交通機関等での節電が実行され、さらに原子力発電に頼るエネルギー政策の見直しが議論される契機となった。
  - また、東日本大震災による交通機関の麻痺で多くの帰宅難民者を出したことにより、自転車通勤に対するニーズが高まる。ただし、自転車利用者が増えたことにより、自転車絡みの交通問題も表面化する。
- 2011 FIFA女子ワールドカップでは佐々木則夫監督率いるなでしこジャパンが初の世界一、2011FIVB女子ワールドカップでは真鍋政義監督率いる火の鳥NIPPONの大快進撃等とこの年は女性アスリートが世界の桧舞台で大活躍を見せた。

### 2011年の流行語
「なでしこジャパン」が新語・流行語大賞の年間大賞を受賞した（その他の受賞語は後節「#流行語」も参照）。

### 2011年の漢字
「絆」・・・東日本大震災の発生などにより絆（きずな）の大切さが再確認されたことなどから。

### 周年
- 1月1日
  - サッポロ一番シリーズ（サンヨー食品）発売開始45周年[注釈 1]。
  - ちびまる子ちゃん連載開始25周年。
- 1月2日 - ウルトラシリーズ生誕45周年[注釈 2]。
- 1月8日 - 名探偵コナンのアニメ放送開始15周年。
- 1月12日
  - テオドール・エードラー・フォン・レルヒが日本（新潟県）にスキーを持ち込んでから100年[c 1]。
  - スパリゾートハワイアンズ（開業当時は常磐ハワイアンセンター）開業45周年。
- 1月20日 - 宅急便（ヤマト運輸）サービス開始35周年。
- 1月26日 - 新大久保駅乗客転落事故から10年。
- 1月31日
  - 日本航空機駿河湾上空ニアミス事故から10年。
  - ヤフー株式会社（Yahoo! Japan）設立15周年。
- 2月2日 - 徹子の部屋（テレビ朝日）放送開始35周年。
- 2月4日 - 全日空羽田沖墜落事故（発生当時世界最悪の航空事故）から45周年。
- 2月16日 - 神戸空港開港5周年。
- 2月27日 - ポケットモンスターシリーズ発売開始15周年。
- 3月3日 - 全日本空輸国際定期便就航25周年。
- 3月6日 - 室蘭女子高生失踪事件から10年。
- 3月16日 - 北九州空港開港5周年。
- 3月19日 - JR東日本・京成電鉄成田空港駅開業20周年。
- 3月24日 - 平成13年芸予地震発生から10年。
- 3月31日 - ユニバーサル・スタジオ・ジャパン開園10周年。
- 4月3日 - 『仮面ライダー』放送開始から40周年。また、その年の日は『仮面ライダーオーズ/OOO』の28話で仮面ライダー放送1000回を迎えた。40周年記念映画も公開された。
- 4月6日 - NHKラジオ第2放送開局90周年。
- 4月8日 - Dr.スランプ アラレちゃん放映30周年。
- 4月15日 - SMAP×SMAP（フジテレビ）放送開始15周年。
- 4月22日 - サザエさん生誕65周年[注釈 3]。
- 4月26日 - ハーモニーランド開園20周年。
- 4月30日 - レッサーパンダ帽男殺人事件から10年。
- 5月8日 - 武富士弘前支店強盗殺人・放火事件から10年。
- 5月15日 - 日本テレビの演芸番組『笑点』の放送開始から45周年。
- 5月27日 - ドラゴンクエストシリーズ発売開始25周年[注釈 4]。
- 6月1日 - 成田国際空港第1旅客ターミナル南ウイング供用開始5周年。
- 6月8日 - 大阪教育大附属池田小児童殺傷事件から10年。
- 6月13日 - 福岡空港ガルーダ航空機離陸事故から15年。
- 6月20日 - 東北新幹線上野駅-東京駅間開業20周年。
- 6月21日 - 名護市女子中学生拉致殺害事件から15年。
- 6月22日 - こちら葛飾区亀有公園前派出所連載開始35周年。
- 6月24日 - 京福電気鉄道越前本線列車衝突事故から10年。
- 6月30日 - ザ・ビートルズ日本公演から45周年[注釈 5]
- 7月1日 - 写ルンです（富士フイルム）発売25周年。
- 7月7日 - 太田市パチンコ店女児失踪事件から15年。
- 7月21日 - 明石花火大会歩道橋事故から10年。
- 8月1日 - 日本航空創立60周年。
- 8月25日 - 東京国際空港開港90周年。
- 9月1日 - 歌舞伎町ビル火災から10年。
- 9月4日 - 東京ディズニーシー開園10周年。
- 9月9日 - 柴又女子大生放火殺人事件から15年。
- 9月11日 - アメリカ同時多発テロ事件から10年。
- 9月18日 - カップヌードル（日清食品）発売開始40周年。
- 10月1日 - ポッキー（江崎グリコ）発売開始45周年。
- 10月19日 - 「めちゃ×2イケてるッ！」放送開始15周年。
- 11月23日 - たまごっち（バンダイ）発売開始15周年。
- 11月26日 - 大分自動車道全線開通15周年。
- 11月29日 - 東京メトロ南北線開業20周年（開業当時は駒込駅-赤羽岩淵駅間のみ）。
- 12月1日 - 北海道銘菓「白い恋人」（石屋製菓）発売開始35周年。
- 12月8日 - 太平洋戦争（当時の日本における呼称は「大東亜戦争」）開戦（真珠湾攻撃）70周年。（現地時間12月7日）
- 12月11日 - 大阪市営地下鉄長堀鶴見緑地線、心斎橋駅 - 京橋駅間の開業15周年。
- 12月12日 - ニコニコ動画設立及び動画共有サービス開始5周年[注釈 6]。
- 12月17日 - 在ペルー日本大使公邸占拠事件発生15年。
- 12月18日 - 日本、国際連合加盟55周年。
- 12月25日
  - 大正天皇崩御から85周年。
  - 大正から昭和に改元して85周年。
  - TBSラジオ開局60周年。

## できごと

### 1月
- 1月 - 前年のクリスマスから、児童養護施設に匿名で寄付を行う「タイガーマスク運動」が全国に広がる。
- 1月3日 - 前年の国内新車販売台数で、トヨタのハイブリッド車「プリウス」が「カローラ」を抜き、20年ぶりに首位交代。
- 1月4日 - 山陰地方の記録的な大雪において、雪の重みで転覆・沈没した漁船が422隻に上ることが判明（平成23年豪雪）。
- 1月6日 - フランスの自動車会社・ルノーで、日産と共同開発する電気自動車に関する情報漏洩が発覚。
- 1月8日 - 東京都千代田区のビルの地下で、シアン化水素などの有毒ガスが下水ゴミから自然発生し、約260人が避難。
- 1月10日 - 日韓の防衛相がソウルで会談し、物品役務相互提供協定 (ACSA) の締結に向けた協議入りで一致[a 1]。
- 1月14日 - 菅直人第2次改造内閣が発足。官房長官に枝野幸男、経済財政担当相に与謝野馨等を起用[a 2]。
- 1月15日
  - 福岡県北九州市で、水素を市街地にパイプラインで供給して燃料電池発電を行う、世界初の実証実験が始まる。
  - 横浜マリンタワーが開業50周年を迎え、この日限定で展望フロアの入場料を50円とした。
- 1月16日 - 鹿児島県阿久根市の出直し市長選挙が投開票され、「ブログ市長」こと前職の竹原信一が落選。
- 1月17日
  - 政府が、ロシアのガスプロム社と、ロシア極東・ウラジオストクでの液化天然ガス (LNG) プラントの建設協力で合意。
  - ジャスミン革命による混乱でチュニジアに足止めされていた日本人旅行者のうち、117人が出国。
- 1月18日 - 最高裁が在外日本人向けのテレビ番組転送サービスに違法判決を出す[a 3]。
- 1月21日
  - タレント・間寛平が地球一周アースマラソンを完走する[a 4]。
  - 東京地検が、尖閣諸島中国漁船衝突事件の映像を流出させた元・海上保安官を起訴猶予にする[a 5]。
  - イギリスBBCが、二重被爆者の山口彊をお笑い番組で不適切に紹介した問題を謝罪[a 6]。
- 1月22日
  - 宮崎県が、同県宮崎市の養鶏農場で、高病原性鳥インフルエンザの疑似患畜を確認したと発表[a 7]。
  - JAXAのこうのとり2号機が打ち上げられる[c 2]。
- 1月23日
  - 東京都・秋葉原の歩行者天国が約2年7カ月ぶりに再開する[a 8]。
  - 宮崎県新富町の農場で、同県としては当年2例目の高病原性鳥インフルエンザの感染が確認される[a 9]。
- 1月24日
  - 第177通常国会が召集[a 10]。菅首相の施政方針演説では、消費税を含む社会保障負担の与野党協議が提案される[a 11]。
  - 2010年の薄型テレビの出荷台数が過去最高を記録[a 12]。
  - 日産・リーフが、電気自動車としては初めて欧州カーオブザイヤーを受賞[c 3][a 13]。
- 1月25日

  - 第22回参院選での最大5倍の「一票の格差」を、高松高裁が「違憲」、秋田・那覇の2高裁支部は「違憲状態」と判断する[a 14]。
  - コーヒー最大手のUCCが、原料高騰のため、家庭用レギュラーコーヒーの実質約20%値上げを発表[a 15]。
  - 電動アシスト自転車の2010年国内出荷台数が、バイク全体（外国メーカー車除く）の台数を初めて上回ったことが判明[a 16]。
- 1月26日
  - 宮崎、鹿児島県境の霧島山・新燃岳が、189年ぶりにマグマ噴火[c 4][a 17]。同日26日には噴火警戒レベルが入山規制に引き上げ[c 5]。
  - トヨタ自動車が国内外で約170万台のリコール[a 18]。国内分では史上2番目の台数[a 19]。
  - 鹿児島県出水市の養鶏場で、高病原性鳥インフルエンザの感染が確認される[a 20]。
- 1月27日
  - 愛知県豊橋市の養鶏場で、高病原性鳥インフルエンザの感染が確認される[a 21]。
  - 格付け会社スタンダード&プアーズ (S&P) が、日本の長期国債格付けを「AA」から「AA-」に格下げする[c 6][a 22]。
  - ソニー・コンピュータエンタテインメント (SCE) が携帯型ゲーム機「Next Generation Portable」（仮称）を発表[a 23][a 24]（名称は後にPlayStation Vitaに決定）。
  - 最高裁が、一部原告の上告を退け、第2次嘉手納基地爆音訴訟が終結する[a 25]。
- 1月28日
  - 総務省が、2010年平均の全国消費者物価指数を発表し、前年比で1.0%の下落となった[a 26]。
  - 政府が新たな子ども手当法案を閣議決定。2010年度の子ども手当を延長し、3歳未満の子供に月7千円を上積みすることとなる[a 27]。
  - 第22回参院選での「一票の格差」をめぐる訴訟で、福岡高裁が3件目の違憲、大阪高裁は違憲状態の判断する[a 28]。
  - 宮崎県都農町の養鶏場などで、高病原性鳥インフルエンザの感染が確認される[a 29]。
- 1月29日
  - AFCアジアカップ・カタール大会の決勝で、サッカー日本代表がオーストラリア代表を下し、史上初4度目の優勝を果たす[c 7]。
  - 宮崎県の延岡市と川南町の2農場で、高病原性鳥インフルエンザの感染が確認される[a 30]。
- 1月30日
  - 大規模な反政府デモの続くエジプトで、この日までに、日本人約500人が空港に足止めされる[a 31]。
  - 東京都の遊園地「東京ドームシティアトラクションズ」でローラーコースターの乗客1人が転落死し、同遊園地は営業を休止する[a 32]。
- 1月31日
  - 小沢一郎・民主党元代表が、検察審査会の議決に基づいて強制起訴される[a 33]。国会議員の強制起訴は初[a 34]。
  - 内閣府が、国・地方自治体・社会保障基金などを合わせた一般政府部門が、2009年末時点で、1980年以降で初めて債務超過になったと発表する[a 35]。
  - 東芝の米国子会社2社が、性差別があったとして、女性社員から1億ドルの損害賠償を求めて提訴される[a 36][a 37]。
  - サッカー日本代表DFの長友佑都が、セリエA・インテルに期限付き移籍[a 38]。

### 2月
- 2月1日 - 2009年5月時点で世界に先駆けて天然ウナギの産卵海域を発見していたことを、東京大学の研究チームが公表する（海域はマリアナ諸島沖）[a 39]。
- 2月2日
  - バイオ関連企業の林原（現・ナガセヴィータ）とグループ2社が、会社更生法の適用を申請[a 40]。負債総額は合計で2,281億円超[a 41]。
  - 大分県大分市の養鶏場で、高病原性鳥インフルエンザの感染が確認される[a 42]。
- 2月3日
  - 鉄鋼で国内最大手の新日本製鐵と3位の住友金属工業が、2012年10月の合併を発表、合併後は粗鋼生産量で世界2位となる見通し[a 43]。
  - 大相撲八百長問題で、日本相撲協会理事会の事情聴取に対し、力士ら3人が八百長への関与を認める[a 44]。
- 2月4日
  - 前月の国内新車販売台数で、ホンダの小型車「フィット」が、トヨタの「プリウス」を抜き、3年1カ月ぶり首位に[a 45]。
  - ロシアのセルジュコフ国防相が、北方領土の択捉島・国後島を相次いで訪問する[a 46]。
- 2月6日
  - 名古屋市長選と、名古屋市議会解散の是非を問う住民投票が投開票され、河村たかしの再選と市議会解散が決まる。同日、愛知県知事選が投開票され、河村と連携した大村秀章が当選[a 47]。
  - 大相撲八百長問題の影響で、大相撲春場所が、本場所としては65年ぶり2度目の中止。中止は調査完了まで無期限[a 48]。
- 2月11日 - 名古屋地区にIC乗車券「manaca」開始。前日には交通プリペイドカード「トランパス」の販売が終了。
- 2月26日 - 任天堂初の3D携帯ゲーム機「ニンテンドー3DS」発売。
- 2月27日 - 山陰自動車道の、大栄東伯IC〜赤碕中山IC間が開通。
- 2月28日 - 大学入試問題ネット投稿事件を受け京都大学が被害届を提出する。

### 3月
- 3月1日 - ジャスコとサティが、一部店舗を除き、イオンの名称に統一される。
- 3月3日 - 博多駅の新駅ビル「JR博多シティ」が開業。
- 3月5日
  - 東北新幹線で新幹線E5系電車がデビュー。最速列車「はやぶさ」運行開始。
  - 三陸自動車道 釜石両石IC-釜石北IC間開通。
- 3月9日 - 2月に中国から借り受けた、上野動物園のオス1頭・メス1頭のジャイアントパンダの名前が、「リーリー（力力）」と「シンシン（真真）」であると発表。
- 3月10日 - 最高裁判所第二小法廷（桜井龍子裁判長）は若者4人が死亡した大阪・愛知・岐阜連続リンチ殺人事件（1994年発生）の加害者で、控訴審・名古屋高裁にて2005年に死刑判決を受け上告していた被告人3人（いずれも事件当時18歳・19歳の少年）の上告を棄却する判決を言い渡したため、3被告人の死刑が確定した[a 49]（少年死刑囚・同年4月1日付で確定）。戦後日本の刑事事件で犯行当時少年だった被告人複数人が死刑判決を受け確定した事例は初めてだった[a 50]。

- 3月11日

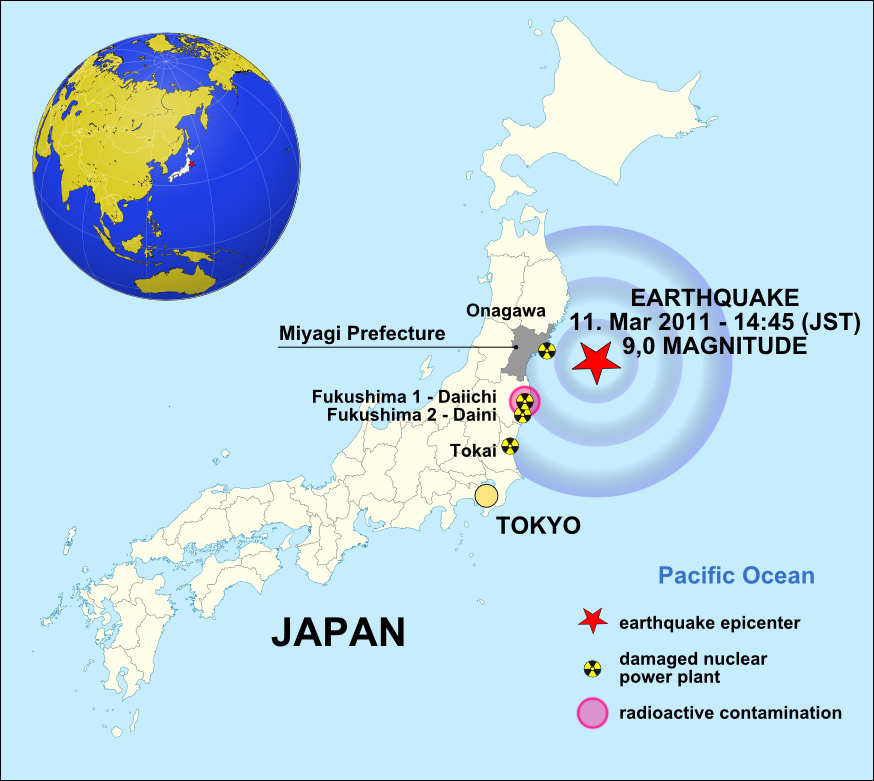
東北地方太平洋沖地震の震源

  - 日本時間午後2時46分頃、東北地方太平洋沖地震（東日本大震災）が発生。マグニチュード（モーメント・マグニチュード）は9.0で日本国内の観測史上最大であり、世界でも1900年以降で4番目に大きな巨大地震。最大震度7を宮城県栗原市で観測した。高さ10 m以上の大津波が岩手県・宮城県・福島県を中心とする東日本太平洋沿岸に甚大な被害をもたらし、主に津波により2万人以上の死者・行方不明者を出した。日本では戦後最悪の自然災害となった。この災害から津波の脅威が高まった。
  - 福島第一原子力発電所（東京電力）において、東北地方太平洋沖地震による強い揺れや津波により原子炉の冷却機能が失われる。後に炉心溶融を伴う深刻な原子力事故に進展（福島第一原子力発電所事故）、放射性物質が拡散し周辺住民が長期にわたり避難する事態となる。

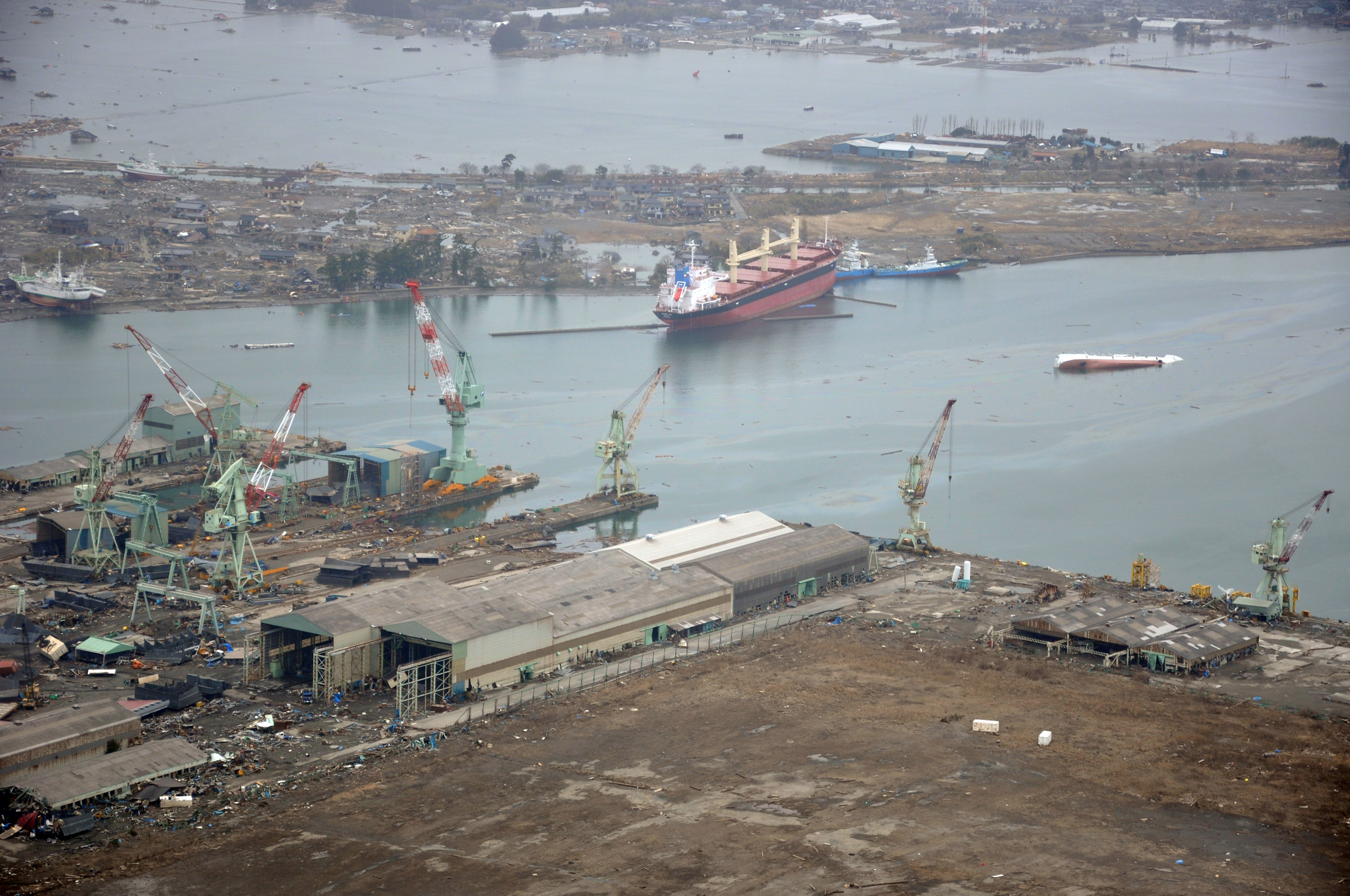
津波の被害を受けた石巻港
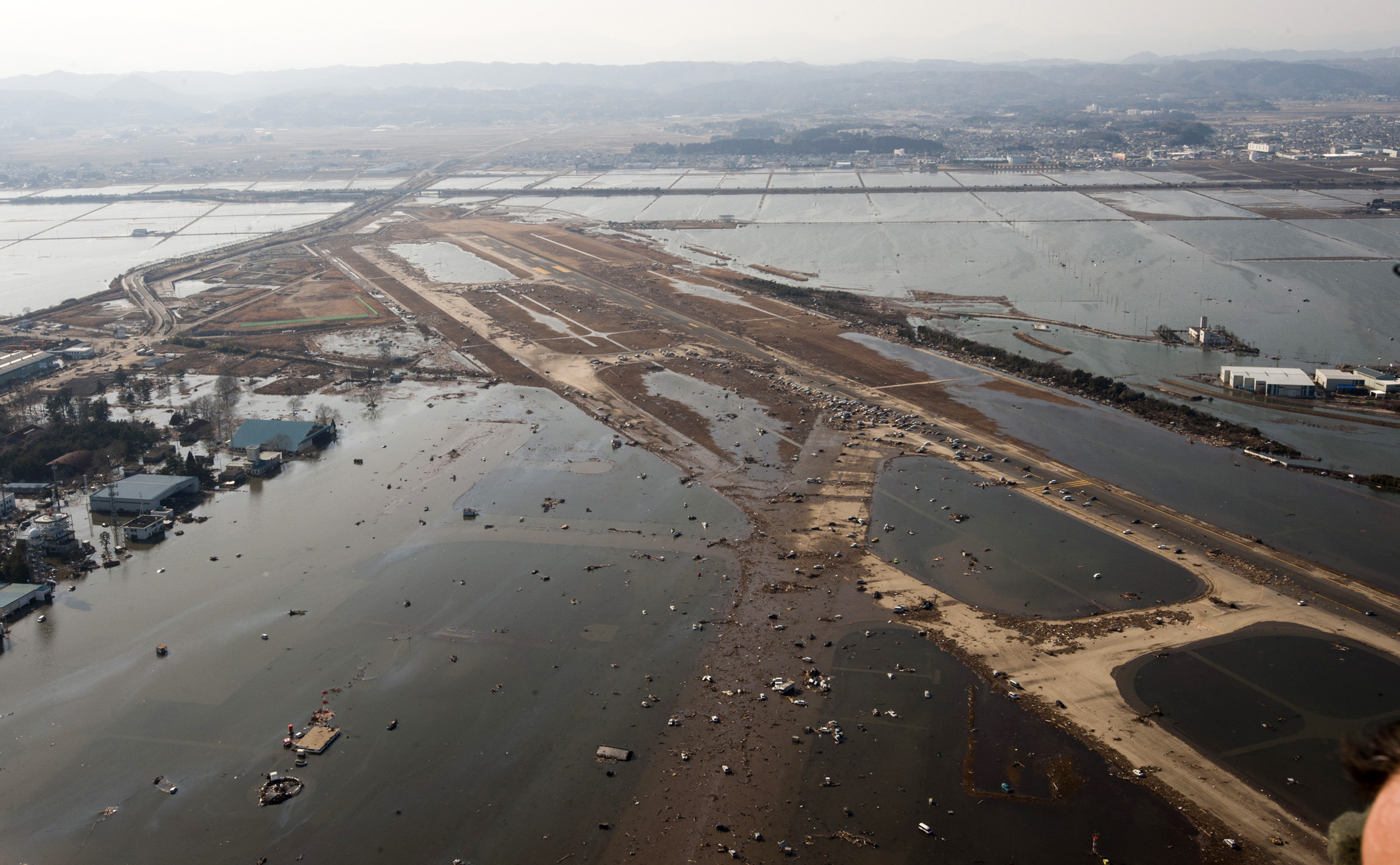
津波による浸水被害を受けた仙台空港
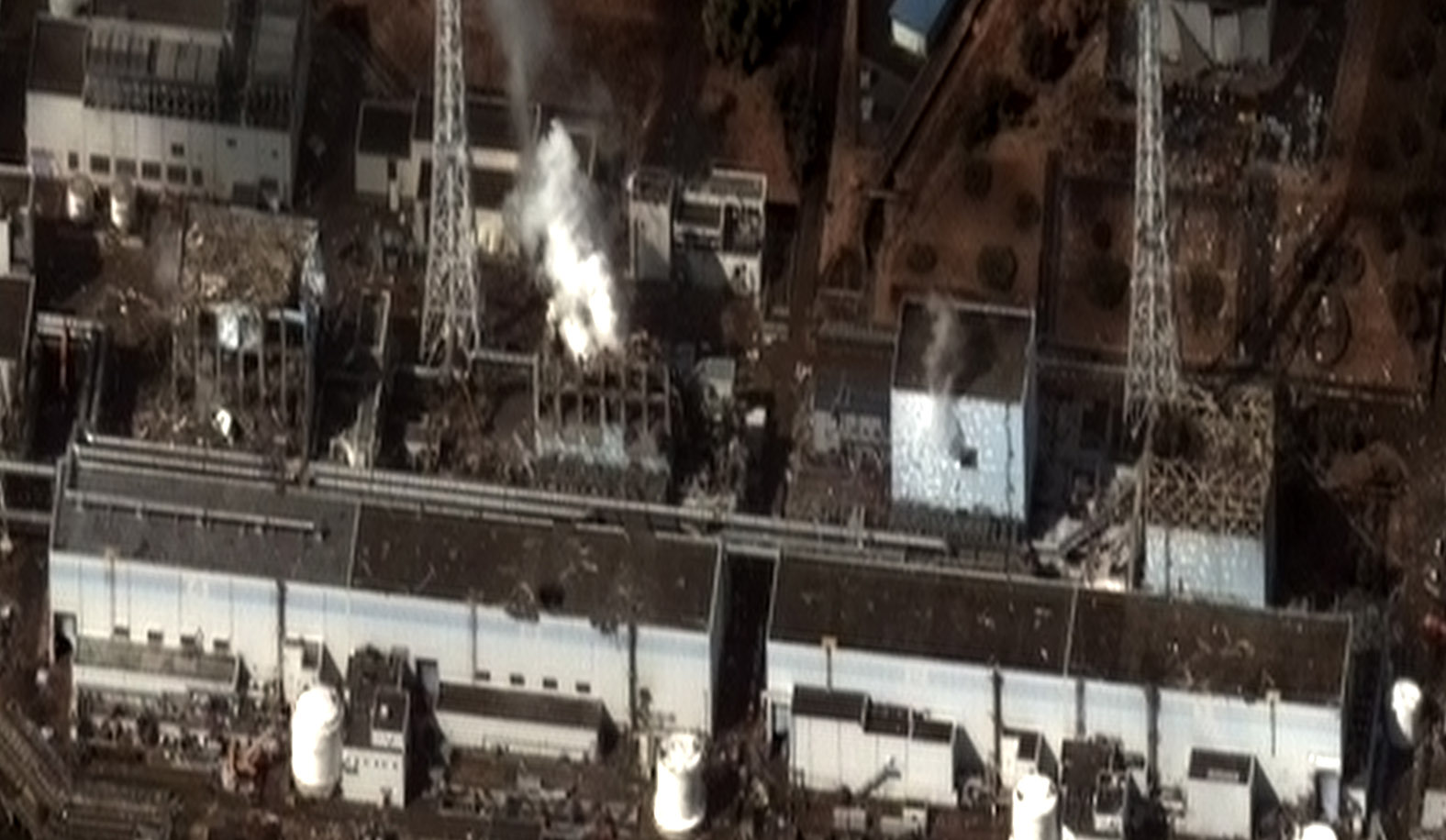
福島第一原子力発電所事故

- 3月12日
  - 日本時間3時59分頃、長野県北部地震が発生（M⒍7、長野県北部で最大震度6強）。東北地方太平洋沖地震によって誘発されたものと見られる。
  - 九州新幹線 博多-新八代間開業。同時に山陽新幹線との直通運転列車「みずほ」「さくら」の運行を開始。前日に起きた東日本大震災の影響で全線開業イベントが中止された。
  - 鳥取豊岡宮津自動車道 与謝天橋立IC-宮津天橋立IC間開通。
  - 福島第一原子力発電所1号機の原子炉を覆う建屋が爆発（水素爆発）、破損し大量の放射性物質が拡散、周辺に避難指示が出される[a 51]。
- 3月13日 - 東京電力は、東日本大震災および福島第一・第二原発事故の発生を受けて、電力不足を想定したため、一時的に電気の供給をストップさせる輪番停電（通称：計画停電）を実施することを発表した。
- 3月14日
  - 東海旅客鉄道が愛知県名古屋市港区にリニア・鉄道館を開館。
  - 東京電力の輪番停電（通称：計画停電）を政府が了承し、開始された。
- 3月15日 - 日本時間午後10時31分頃、静岡県東部地震が発生（M⒍4、静岡県東部で最大震度6強）。こちらも、東北地方太平洋沖地震によって誘発されたものと見られる。
- 3月19日 - 北関東自動車道 群馬県太田市の太田桐生IC-栃木県佐野市の佐野田沼IC間が開通。群馬-栃木間が完成し、これにより、全通。
- 3月20日 - 名古屋第二環状自動車道 名古屋南JCT-高針JCT間開通。同時に東名阪自動車道高針JCT-名古屋西JCT間を名古屋第二環状自動車道に改称。
- 3月23日 - 第83回選抜高等学校野球大会が開幕。
- 3月24日
  - 東京地裁が秋葉原連続無差別殺傷事件の被告に死刑判決を言い渡した。
  - 常磐自動車道 石岡・小美玉スマートICが開通。
- 3月26日（現地時間） - アラブ首長国連邦のドバイで行われたドバイワールドカップ競馬で、ヴィクトワールピサが日本馬として初優勝を果たす。
- 3月27日
  - 阪神高速8号京都線斜久世橋区間 鴨川東出入口-上鳥羽出入口開通。
  - 名古屋市営地下鉄桜通線 野並-徳重間開業。
- 3月29日 - 平成23年度予算案が成立。
- 3月31日
  - NHK BS hiが放送終了。NHK 旧・BS1、NHK BS2の標準画質 (SD 480i) 放送終了。
  - グランドプリンスホテル赤坂（旧・赤坂プリンスホテル）が閉館し、同ホテルは解体まで東北地方太平洋沖地震による福島県の被災者に避難所として一時的に貸し出されることになる。
  - 地上デジタル音声放送の実証放送が終了。

### 4月
- 完全実施される新学習指導要領で「小学5、6年生の英語活動」が必修化。
- 4月1日
  - NHKの衛星放送「BS1、リモコンID=1」と「BSプレミアム[注釈 7]、リモコンID=3」（共にHD 1080i）が開局。
  - 愛知県西尾市が幡豆郡の3町を編入合併し、これに伴って幡豆郡は消滅する。
  - 高崎市（群馬県）が中核市に移行。
  - 延期されていた上野動物園の2頭のジャイアントパンダ、「リーリー（力力）」と「シンシン（真真）」の公開を開始。
  - 大相撲八百長問題 に対し、日本大相撲協会は、関与した力士を処分することを発表。
  - 水俣病の原因企業のチッソから水俣病補償業務以外の全事業を譲り受けたJNCが事業開始。
- 4月3日 - 第83回選抜高校野球大会の決勝戦が甲子園で行われ、神奈川県の東海大相模高が福岡県の九州国際大付属高に6対1で勝利し、2000年春（第72回）以来11年ぶり2度目の優勝、大会通算74安打と113塁打はそれぞれ史上最多記録[1]。九州国際大付属高の高城は大会タイ記録の8打数連続安打[2]
- 4月7日 - 東北地方太平洋沖地震の余震と見られるM7.1の地震が発生し、宮城県栗原市・仙台市で最大震度6強を観測。死者6人・重軽傷者230人を出す。一時、宮城県に津波警報、青森県太平洋沿岸・岩手県・福島県・茨城県に津波注意報が発表。
- 4月10日 - 統一地方選挙前半戦（都道府県知事、県議会議員、政令指定都市市長選挙及び政令指定都市市議会議員選挙）を施行。
- 4月11日 - 東北地方太平洋沖地震の余震と見られるM7.0の地震が発生し、福島県いわき市で最大震度6弱を観測。震源は湯の岳断層、井戸川断層でいわき市田人、遠野地区などでがけ崩れ、家屋の倒壊など被害が発生した。いわき市内では3月11日の震災で損傷した水道施設が回復率が98%程度であったが、再び大規模な断水が発生した。泉地区では温泉が噴出、スパリゾート・ハワイアンズ、クレハ、有機合成化学などで、設備などに大被害が発生した。
- 4月15日 - JPNICが、APNICの管理する現行のIPアドレス「IPv4」の自由在庫が尽きたことを発表し、同時にJPNICも国内でのIPv4アドレスの通常割り振りを終了すると宣言した（IPアドレス枯渇問題）[b 1]。
- 4月18日 - 栃木県鹿沼市にて集団登校中の小学生の縦列に走行中の大型クレーン車が突っ込み、小学生6人が死亡する事故が発生する[a 52]。（鹿沼市クレーン車暴走事故）
- 4月21日 - PlayStation Networkで世界規模のシステム障害が発生。1週間後の4月27日にはシステムが不正侵入されたことによる、およそ7700万件にも及ぶ過去最悪の個人情報流出事件が発覚する（PSN個人情報流出事件）。
- 4月24日
  - 統一地方選挙（後半戦／東京都特別区区長及び区議会議員選挙、市町村首長選挙及び市町村議会議員選挙）を施行。
  - 衆議院議員愛知県第6区補欠選挙を施行。
- 4月27日 - 焼肉酒家えびすの砺波店・高岡駅南店（富山県）、福井渕店（福井県）、上白根店（神奈川県）の4店でユッケなどを食べた顧客48人が食中毒になるユッケ集団食中毒事件が発生。病原性大腸菌「O111」によるものと見られる。5月4日に死者数が4人。
- 4月29日 - 東北新幹線全線運転再開。

### 5月
- 5月6日 - 菅直人内閣総理大臣が官邸で緊急記者会見を行い、「中部電力に対し、浜岡原子力発電所（静岡県御前崎市）について、『中長期的地震対策が完成するまで』の間、全ての原子炉を含めた施設運転の中止を要請した」ことを発表した[a 53]。
- 5月9日 - 中部電力は菅内閣総理大臣からの浜岡原子力発電所の運転中止の要請を受諾[a 54] し、これを受けて5月14日にすべての原子炉が運転停止をした[a 55]。これに関連して東京電力への電力融通停止措置を執った[a 56]。
- 5月11日 - 2008年2月に発生した海上自衛隊のイージス艦「あたご」と漁船の衝突事故で業務上過失致死罪に問われた海上自衛隊の3等海佐2名に横浜地方裁判所は無罪の判決。
- 5月12日 - 東京都立川市の警備会社で6億400万円が奪われる強盗致傷事件が発生[a 57]。国内での1件の強盗事件としては史上最悪の被害額。（立川6億円強奪事件）
- 5月24日 - 1967年茨城県利根町で発生した強盗殺人事件（布川事件）の再審判決公判が行われ水戸地方裁判所土浦支部は被告2人に無罪の判決。6月8日判決が確定。
- 5月27日 - 北海道旅客鉄道石勝線占冠駅 - 新夕張駅間を走行中であった特急列車（スーパーおおぞら14号）の車内で煙が発生し、同列車の乗客が避難する事故が発生[a 58]。
- 5月29日 - 首都圏中央連絡自動車道の白岡菖蒲IC - 久喜白岡JCT間が開通。これに伴って東北自動車道と接続する。
- 5月31日 - 既存住宅への住宅用火災警報器の設置期限。

### 6月
- 6月1日
  - NHK教育テレビジョンのチャンネル名称が「教育テレビ」から「NHK Eテレ」に変更。新聞・テレビ情報誌の表記も「NHK教育」から「Eテレ」に変更。なお、公文書においては正式名称の「NHK教育テレビ」を従来どおり使用する。
  - 地方議会議員年金が廃止された。
  - 内閣不信任決議案 3党で提出[a 59]。
- 6月2日
  - 菅直人内閣総理大臣が、民主党代議士会にて「東日本大震災の対応に一定のメドがついた段階」で退陣することを表明[a 60]。
  - 前日に衆議院に提出された内閣不信任案が本会議で採決され、反対多数により否決された[a 61]。
- 6月4日
  - 東日本旅客鉄道で蒸気機関車C61形20号機が復活・営業運行を開始。
  - JR山手線、宇都宮線〜東武日光線直通の特急「日光/きぬがわ」に新車両の253系が導入される[a 62]（当初は4月16日導入予定であったが、東北地方太平洋沖地震により本路線での特急電車運転が休止になっているため[a 63]。）
- 6月19日 - 高速道路通行料における、土曜・休日上限1000円の実験的サービスが終了。同時に、一部区間の無料化社会実験も一時凍結となる[b 2]。
- 6月24日 - 小笠原諸島がユネスコの世界遺産（自然遺産）の登録物件となる。
- 6月26日 - 平泉の歴史的建造物群が「平泉―仏国土（浄土）を表す建築・庭園及び考古学的遺跡群―」の名でユネスコの世界遺産（文化遺産）の登録物件となる。
- 6月28日 - みやぎ県北高速幹線道路の、若柳南IC-国道398号間開通[a 64]
- 6月30日 - 日本時間午前8時16分頃、長野県中部にある牛伏寺断層付近[a 65] を震源とするマグニチュード (Mj) 5.4の地震が発生し、松本市で震度5強を観測[a 65][c 8][c 9][a 66][a 67]。重傷者2人・軽傷者13人を出す（7月4日時点）[c 8][a 68]。また、国宝・松本城では城壁30箇所にひびが入った[a 69]。

### 7月
- 7月5日 - 松本龍復興担当大臣が、7月3日に被災地視察を行った際に地元首長などに行った言動が不適切であったとして引責辞任[a 70]。後任には平野達男（内閣府副大臣）が起用された[a 71]。
- 7月16日
  - 舞鶴若狭自動車道 小浜西IC-小浜IC間開通[b 3]。
  - 阿南安芸自動車道日和佐道路 小野IC-由岐IC間開通[c 10]。
- 7月18日 - 2011 FIFA女子ワールドカップドイツ大会決勝戦で、サッカー日本女子代表がサッカーアメリカ合衆国女子代表に勝利し、初優勝[a 72]。
- 7月19日 - 大相撲名古屋場所10日目大関 魁皇博之が現役引退、通算勝利記録1047勝で歴代1位だった、年寄浅香山を襲名[a 73]。引退相撲は2012年5月27日に両国国技館で開催された。
- 7月20日 - 台風6号、徳島県に上陸。四国（高知県・魚梁瀬）で過去最多の1100ミリ超を観測するなどした[a 74]。

- 7月24日

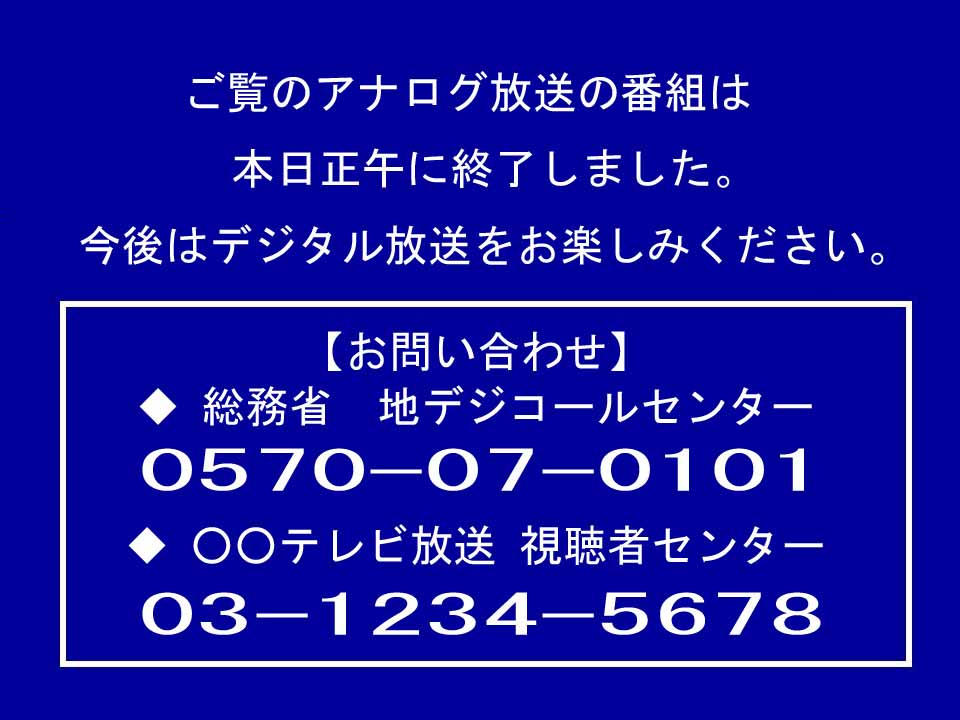
アナログテレビ放送終了の警告

  - 地上アナログテレビ放送がこの日を以って終了し、地上デジタル放送に完全移行[a 75] した。しかし、東日本大震災の被害が大きい岩手県・宮城県・福島県では地上アナログ放送が継続され、2012年3月31日まで継続されていた。
  - 日本のアナログBS放送が停波。
- 7月26日 - 新潟県・福島県で記録的な大雨が降る（平成23年7月新潟・福島豪雨）[a 76]。
- 7月28日 - 神奈川県横浜市にあるパシフィコ横浜で日本で5回目となる国際切手展である日本国際切手展2011が開催。

### 8月
- 8月1日
  - 島根県東出雲町が、松江市に編入合併される。これに伴い、八束郡は消滅[a 77]。
  - 日産自動車九州工場（福岡県京都郡苅田町）が日産自動車九州株式会社として分社化。
- 8月4日 - 東海テレビの「ぴーかんテレビ」にて「怪しいお米 セシウムさん」など福島第一原子力発電所事故をネタにした不適切な内容のテロップが誤って放送される放送事故が発生。
- 8月6日 - 第93回全国高等学校野球選手権大会が阪神甲子園球場で開幕。
- 8月16日 - 第93回全国高等学校野球選手権大会第11日目3回戦・第3試合で広島県の如水館が秋田県の能代商に延長10回、3対2でサヨナラ勝利。今大会通算8度目の延長戦は大会史上タイ記録となった。
- 8月17日 - 静岡県浜松市の天竜川で川下り船が川岸に衝突し転覆。5人が死亡。
- 8月17日 - SEKAI NO OWARIが、INORIでメジャーデビュー。
- 8月20日 - 第93回全国高等学校野球選手権大会の決勝戦が阪神甲子園球場で行われ、西東京の日大三高が11対0で、青森県の光星学院に勝利し、2001年夏（第83回）以来10年ぶり2度目の優勝達成。
- 8月21日 - 秋元康プロデュースの新アイドルグループ「乃木坂46」が結成。
- 8月23日 - 島田紳助が暴力団関係者との交際を理由に芸能界引退を電撃発表し、即日引退。
- 8月26日 - 内閣総理大臣・菅直人が退陣記者会見[a 78]。
- 8月29日 - 民主党代表選挙にて、野田佳彦が海江田万里との決選投票で逆転勝利を収め、民主党代表に選出[a 79]。

### 9月
- 9月2日 - 野田佳彦が第95代内閣総理大臣に就任し、野田内閣が発足。
- 9月3日
  - 台風12号、高知県に上陸。紀伊半島に大規模な土砂災害が発生した。「紀伊半島豪雨[注釈 8]」・「紀伊半島大水害[注釈 9][注釈 10][注釈 11]」と呼ばれる（詳細は平成23年台風第12号を参照）。
  - 藤子・F・不二雄ミュージアムが神奈川県川崎市多摩区の生田緑地に開業した。
- 9月6日 - 那覇発羽田行き全日空機が22時48分頃、静岡県沖を飛行中に急降下するトラブルが発生し、一時は背面飛行状態となるなどした。 [a 80]
- 9月20日〜23日 - 台風15号（上陸は9月21日静岡県浜松市付近）が、東海地方を中心とした日本各地で多大な影響を及ぼした[a 81]。
- 9月23日 - 山陰自動車道の萩IC- 明石IC/PA間が開通。
- 9月26日 - 岩手県東磐井郡藤沢町が、一関市に編入合併される。これに伴い、東磐井郡は消滅。
- 9月28日 - 琴奨菊和弘が日本人4年ぶりに大関昇進[a 82]。

### 10月
- 10月1日
  - 栃木県栃木市が、西方町を編入合併。これに伴い、上都賀郡は消滅。
  - 島根県出雲市が、斐川町を編入合併。これに伴い、簸川郡は消滅。
  - BSデジタル放送の新規チャンネルが13チャンネル（有料放送13）放送開始[c 11]。
- 10月11日
  - 埼玉県川口市が鳩ヶ谷市を編入合併。
  - 大津いじめ自殺事件: 滋賀県大津市で、市立皇子山中学校2年生の男子生徒（当時14歳）が同級生からのいじめを苦に自宅マンションから飛び降り自殺[3]。
- 10月15日 - 「オキュパイ・トウキョウ」決行。アメリカの「ウォール街を占拠せよ」に呼応し日比谷や六本木でデモや集会が開かれる。
- 10月18日 - 政府が2012年4月1日付で、熊本市を20番目の政令指定都市へ移行することを閣議決定。
- 10月23日
  - 秋篠宮家の眞子内親王が成年になった。
  - オルフェーヴルが中央競馬クラシック三冠を達成した。
- 10月29日 - 道東自動車道の夕張IC- 占冠IC間が開通。飛び地だった高速道路が繋がった。

### 11月
- 11月8日 - オリンパス粉飾決算が発覚[a 83]（詳細はオリンパス事件を参照）。
- 11月11日 - 石川県石川郡野々市町が単独で市制施行。新市名は野々市市。これにより石川郡は消滅[a 84]。
- 11月13日 - 宮城県議会議員選挙の投票日。
- 11月20日 - 福島県議会議員選挙の投票日。東日本大震災と東京電力福島第一原子力発電所事故の影響で延期されていた。総定数58（19選挙区）を88人で争った。
- 11月21日 - オウム真理教事件の全公判が一旦終了した（死刑確定13人、無期懲役確定5人、逃亡中の3人を除く<当時>）[a 85]。
- 11月22日 - 東京地検特捜部が、井川意高元大王製紙会長を大王製紙事件に絡む特別背任容疑で逮捕した[a 86]。
- 11月27日 - 大阪市長選挙・大阪府知事選挙が投開票され、市長に橋下徹、知事に松井一郎と、いずれも大阪維新の会の候補者が当選する。
- 11月30日
  - 山陽新聞（岡山県の地方紙）がこの日限りで香川県内（香川郡直島町を除く）での発行及び販売を部数低迷のため終了。
  - 稀勢の里寛が大関に昇進[a 87]。
  - 福島県の佐藤雄平知事は、県内の原子炉10基全部を廃炉にする考えを表明した[a 88]。

### 12月
- 12月2日 - 岐阜県中津川市の市長が辞職願を提出[a 89]。12月22日に正式に辞職。住民投票も中止になった[a 90]。
- 12月7日 - 関西電力美浜発電所の2号機に加圧器でトラブルが発生して手動停止をした[a 91]。
- 12月10日 - 皆既月食が日本各地で観測される。欠け始めから終わりまで全過程が観測できる好条件。
- 12月12日
  - 京都の清水寺にて今年の漢字が発表され、当年は絆に決まった[a 92]。
  - オウム真理教事件の裁判で、逃亡中の3人を除く最後の上告審判決（11月21日）に対する判決訂正の申立てが却下された。
- 12月16日 - 九州電力玄海原子力発電所3号機で放射性物質を含む冷却水約1.8トンが漏れた[a 93]。
- 12月23日 - 荒尾競馬場がこの日のレースをもって廃止。
- 12月25日 - 九州電力の稼働原発が31年ぶりにゼロになる[a 94]
- 12月31日
  - 第62回NHK紅白歌合戦開催。
  - 指名手配されていたオウム真理教の平田信が午後11時50分頃に警視庁丸の内警察署に出頭。翌1月1日未明に逮捕[a 95]。

## 社会

### 法・司法
- 年間を通して死刑が1件も執行されなかった。これは1992年以来、19年振りのことである。

### 経済
- 欧州経済危機などの影響により円高が進行し[a 96]、輸出産業などが打撃を受けている（円高不況）。対ドル相場では、東日本大震災後の3月17日に76円25銭と戦後最高値を更新すると、その後は一時的に80円台半ばまで反発するも再び70円台で円高が進行、8月19日の75円95銭、10月末にかけての75円32銭と最高値を度々更新している[a 97][リンク切れ]。また、対ユーロ相場においても12月30日に2001年6月初旬以来の100円割れとなるなど円高が進行している[a 98]。
- 大阪2011年問題：百貨店の新規開業・増床などが出揃い、商業施設の供給過剰が懸念された。
- 中国のGDPが2010年の実額で日本を抜き、中国の世界第2位が確定し、日本が世界第3位になった[a 99]。

### 交通
- 12月23日 - 日本初の旅行会社専用列車、近畿日本鉄道15400系「かぎろひ」が運用開始[4]。

## 天候・天災・観測等
- 東北地方太平洋沖地震（東日本大震災）が発生。詳細は「3月の出来事」を参照。
- 前年12月末には会津地方や山陰地方で豪雪となった。その後、本年の1月頃までは全国的に低温傾向となり、同月末には北陸地方でも豪雪となっている（平成23年豪雪）。
- 2011年11月11日11時11分に横浜市で11.1度を記録[a 100]。

## 文化と芸術

### 流行

#### 流行語
ユーキャン新語・流行語大賞
以下に本年の受賞語を列記する。なお、肩書きや役職などは受賞当時のものである。
- 年間大賞
  - なでしこジャパン（小倉純二 〈日本サッカー協会会長〉）
- トップテン入賞
  - 絆
  - スマホ（「AND market 霞が関」、西川征一 〈NECモバイリング (現・MXモバイリング) マーケティング戦略本部 セールス事業推進本部マネージャー〉）
  - どじょう内閣（野田佳彦 〈内閣総理大臣〉）
  - どや顔
  - 帰宅難民
  - 「こだまでしょうか」（尾形敏朗 〈ACジャパン事務局次長・クリエイティブディレクター〉、ACジャパンのCMフレーズ、元の詩は金子みすゞの『こだまでしょうか』）
  - 3.11（枝野幸男 〈経済産業大臣・震災当時の内閣官房長官〉）
  - 風評被害
  - 「ラブ注入」（楽しんご）

### 建築
竣工
解体

### 音楽
- 2月2日 - 『コネクト』（ClariS）。テレビアニメ『魔法少女まどか☆マギカ』のオープニングテーマ。
- 2月23日 - 『福笑い/現実という名の怪物と戦う者たち』（高橋優）
- 3月2日 - 『カロン』（ねごと）
- 3月9日 - 『100万回の「I love you」』（Rake）
- 3月16日 - 『レキツ』（レキシ）。同アルバムに『きらきら武士 feat.Deyonna』、『狩りから稲作へ feat.足軽先生・東インド貿易会社マン』収録。
- 4月13日 - 『s(o)un(d)beams』（salyu × salyu）
- 4月27日 - 『ヒャダインのカカカタ☆カタオモイ-C』（ヒャダイン）。テレビアニメ『日常』オープニングテーマ。
- 5月11日 - 『オリオンをなぞる』（UNISON SQUARE GARDEN）。テレビアニメ『TIGER & BUNNY』前期オープニングテーマ。
- 5月25日 - 『マル・マル・モリ・モリ!』（薫と友樹、たまにムック。）。フジテレビ系ドラマチック・サンデードラマ『マルモのおきて』主題歌。
- 6月1日 - 『奇跡』（くるり）
- 6月8日 - 『MAN WITH A MISSION』（MAN WITH A MISSION）。同アルバムに『FLY AGAIN』収録。
- 6月8日 - 『革命』（andymori）
- 6月15日 - 『青い栞』（Galileo Galilei）。フジテレビ・ノイタミナ『あの日見た花の名前を僕達はまだ知らない。』 オープニングテーマ。
- 7月20日 - 『PONPONPON』（きゃりーぱみゅぱみゅ）。デビュー・ミニアルバム『もしもし原宿』リード曲。
- 7月27日 - 『バトルアンドロマンス』（ももいろクローバーZ）第４回「CDショップ大賞」大賞。
- 8月24日 - 『フライングゲット』（AKB48）
- 8月31日 - 『家族になろうよ/fighting pose』（福山雅治）
- 9月7日 - 『孔雀』（女王蜂）。同アルバムに『デスコ』収録。
- 9月17日 - 『千本桜』（WhiteFlame feat.初音ミク）
- 9月28日 - 『エピソード』（星野源）。同アルバムに『くだらないの中に』収録。第４回「CDショップ大賞」準大賞。
- 9月28日 - 『DocumentaLy』（サカナクション）。同アルバムに『アイデンティティ』、『ルーキー』、『バッハの旋律を夜に聴いたせいです。』収録。
- 10月12日 - 『SEEDS OF HOPE』（SiM）。同アルバムに『KiLLiNG ME』収録。
- 11月2日 - 『やさしくなりたい』（斉藤和義）。日本テレビ系水曜ドラマ『家政婦のミタ』主題歌。
- 11月9日 - 『たとえ どんなに…』（西野カナ）
- 11月18日 - 『幻とのつきあい方』（坂本慎太郎）
- 11月30日 - 『JPN』（Perfume）
- 12月7日 - 『Sit! Stay! Wait! Down!/Love Story』（安室奈美恵）
- 12月14日 - 『ハピネス』（AI）

### 演劇
- 劇団第三舞台10年封印明け公演。

歌舞伎
宝塚歌劇団

### 映画
- 1月15日 - その街のこども 劇場版（監督：井上剛）
- 1月29日 - GANTZ（監督：佐藤信介）
- 1月29日 - 冷たい熱帯魚（監督：園子温）
- 3月12日 - SP 革命篇（監督：波多野貴文）
- 4月23日 - まほろ駅前多田便利軒（監督：大森立嗣、主演：瑛太・松田龍平）
- 4月29日 - 八日目の蝉（監督：成島出、主演：井上真央・永作博美）
- 5月28日 - マイ・バック・ページ（監督：山下敦弘）
- 6月11日 - 奇跡（監督：是枝裕和）
- 7月16日 - 大鹿村騒動記（監督：阪本順治、主演：原田芳雄）
- 8月6日 - 一枚のハガキ（監督：新藤兼人）
- 9月10日 - 探偵はBARにいる（監督：橋本一）
- 9月23日 - モテキ（監督：大根仁）
- 10月1日 - エンディングノート（監督：砂田麻美）
- 10月15日 - 電人ザボーガー（監督：井口昇）
- 10月22日 - サウダーヂ（監督：富田克也）
- 10月29日 - ステキな金縛り（監督：三谷幸喜）
- 11月12日 - 恋の罪（監督：園子温）

### テレビ

#### ドラマ
- 大河ドラマ『江〜姫たちの戦国〜』
- 1月 - 3月 『デカワンコ』（日本テレビ系土曜ドラマ）
- 1月 - 3月 『冬のサクラ』（TBS系日曜劇場）
- 4月 - 10月 NHK連続テレビ小説『おひさま』
- 4月 - 6月 『JIN-仁- 第二期（完結編）』（TBS系日曜劇場）
- 4月 - 6月 『鈴木先生』（テレビ東京系月10）。ギャラクシー賞優秀賞。
- 4月 - 7月 『マルモのおきて』（フジテレビ系ドラマチック・サンデー）
- 7月 - 9月 『それでも、生きてゆく』（フジテレビ系木曜劇場）
- 10月 - 2012年3月 『相棒 season10』（テレビ朝日系水9）
- 10月 - 2012年3月 NHK連続テレビ小説『カーネーション』。ギャラクシー賞大賞。
- 10月 - 12月 『家政婦のミタ』（日本テレビ系水曜ドラマ）
- 10月 - 12月 『謎解きはディナーのあとで』（フジテレビ系火9）
- 10月 - 12月 『妖怪人間ベム』（日本テレビ系土曜ドラマ）。ギャラクシー賞マイベストTV賞。

#### 特撮
- 『海賊戦隊ゴーカイジャー』スーパー戦隊シリーズ35作記念作品
- 『仮面ライダーフォーゼ』仮面ライダーシリーズ40周年記念作品

#### お笑い
コンテスト番組の優勝者
- 上方漫才大賞
  - ブラックマヨネーズ（吉本興業）
- NHK上方漫才コンテスト
  - スーパーマラドーナ（吉本興業）
- ABCお笑い新人グランプリ　最優秀新人賞
  - ウーマンラッシュアワー（吉本興業）
- オンバト+ チャンピオン大会（NHK、2010年度・初代）
  - トップリード（太田プロダクション）
- THE MANZAI（フジテレビ系、初代）
  - パンクブーブー（吉本興業）
- R-1ぐらんぷり（フジテレビ系）
  - 佐久間一行（吉本興業）
- キングオブコント（TBS系）
  - ロバート（吉本興業）

#### その他
- 3月29日 - 『大!天才てれびくん』放送開始。4度目のリニューアルと同時に司会者も出川哲朗と鈴木あきえに交代（2013年度まで3年間担当）。

### アニメ
アニメーション映画
- 3月5日 - ドラえもん 新・のび太と鉄人兵団 〜はばたけ 天使たち〜（監督：寺本幸代）
- 4月16日 - 名探偵コナン 沈黙の15分（総監督：山本泰一郎、監督：静野孔文）
- 7月16日 - コクリコ坂から（監督：宮崎吾朗）
- 7月16日 - 劇場版ポケットモンスター ベストウイッシュ ビクティニと黒き英雄 ゼクロム・白き英雄 レシラム（監督：湯山邦彦）
- 12月3日 - 映画けいおん!（監督：山田尚子）

テレビアニメ
放送開始月を記載
- 1月 - IS 〈インフィニット・ストラトス〉
- 1月 - 魔法少女まどか☆マギカ　※文化庁メディア芸術祭アニメーション部門大賞
- 2月 - スイートプリキュア♪
- 4月 - 青の祓魔師
- 4月 - あの日見た花の名前を僕達はまだ知らない。
- 4月 - 銀魂’
- 4月 - C - The Money of Soul and Possibility Control
- 4月 - STEINS;GATE
- 4月 - TIGER & BUNNY
- 4月 - 電波女と青春男
- 4月 - 日常
- 4月 - 花咲くいろは
- 7月 - THE IDOLM@STER
- 7月 - うさぎドロップ
- 7月 - うたの☆プリンスさまっ♪ マジLOVE1000%
- 7月 - 輪るピングドラム
- 7月 - ゆるゆり
- 10月 - ギルティクラウン
- 10月 - ちはやふる
- 10月 - Fate/Zero
- 10月 - 僕は友達が少ない
- 10月 - 未来日記

OVA

### ゲーム

#### コンピューターゲーム
アーケードゲーム
- 7月15日 - 任天堂がマリオ初登場作品となる「ドンキーコング」を発売してから30年目を迎えた。

テレビゲーム
- 2月24日 - バンダイナムコゲームスがXbox 360用ソフト『THE IDOLM@STER 2』を発売。
- 9月15日 - スクウェア・エニックスがWii用ソフト『ドラゴンクエスト25周年記念 ファミコン&スーパーファミコン ドラゴンクエストI・II・III』を発売。
- 9月28日 - 任天堂がゼルダの伝説シリーズ25周年記念として、ニンテンドーDSiウェア『ゼルダの伝説 4つの剣 25周年記念エディション』を配信開始。
- 11月23日 - 任天堂がWii用ソフト『ゼルダの伝説 スカイウォードソード』を発売。ゼルダの伝説シリーズ25周年記念として、オリジナル特典などが収容された『ゼルダの伝説 スカイウォードソード ゼルダ25周年パック』を同時発売。
- 12月1日 - セガがソニック20周年記念作品『ソニック ジェネレーションズ』を発売。

携帯型ゲーム
- 2月26日 - 任天堂が携帯型ゲーム機「ニンテンドー3DS」を発売。
- 8月11日 - 任天堂がニンテンドー3DSの価格を25000円から15000円に大幅値下げ。
- 12月10日 - カプコンがニンテンドー3DS用ソフト『モンスターハンター 3（トライ）G』を発売。
- 12月17日 - ソニー・コンピュータエンタテインメントが携帯型ゲーム機「PlayStation Vita」を発売。

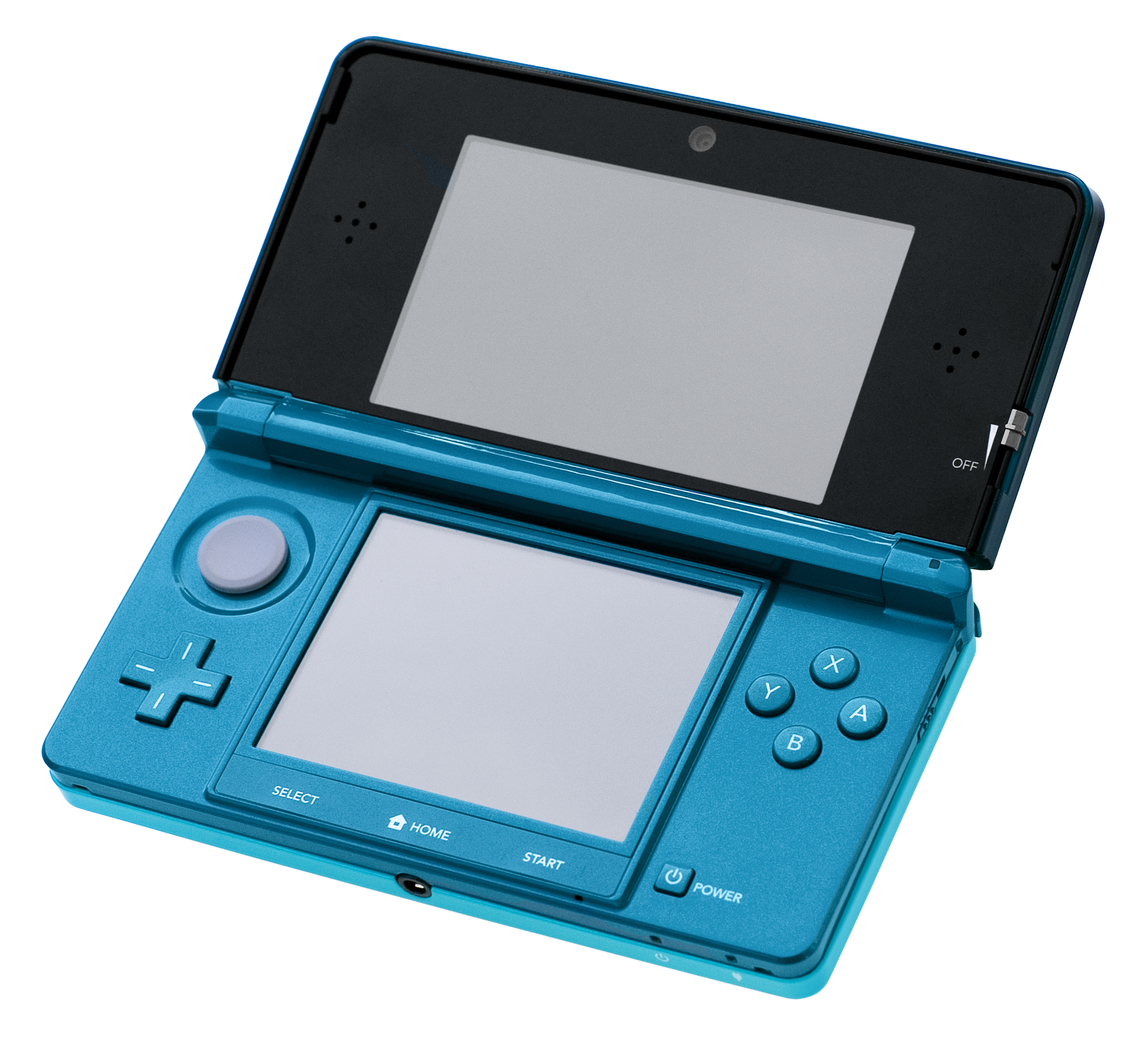
ニンテンドー3DS
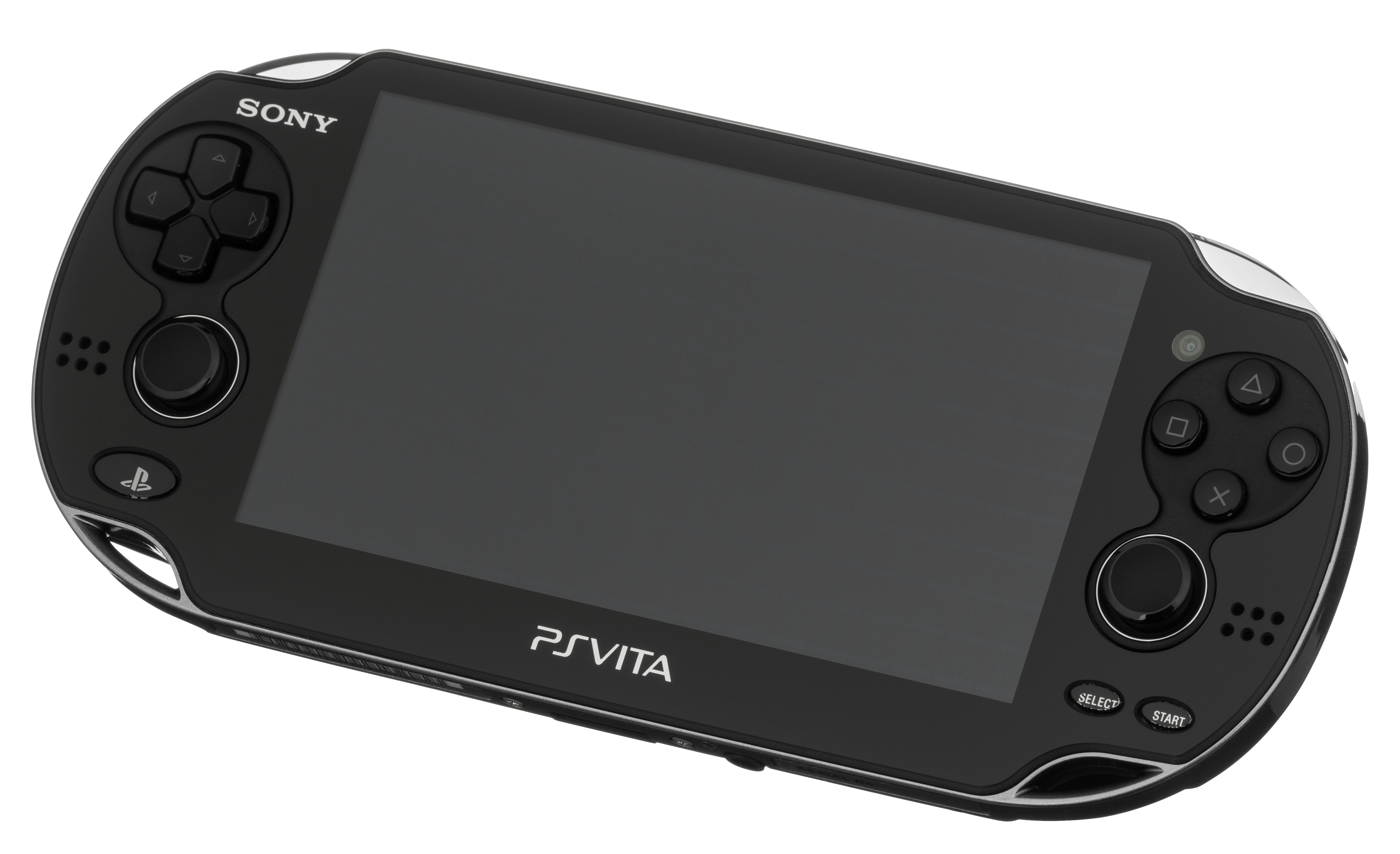
PlayStation Vita

スマホゲーム
- 6月30日 - サクセスがビーワークス開発のiPhone用アプリ『おさわり探偵 なめこ栽培キット』を配信開始。
- 10月26日 - ソニー・エリクソンが PlayStation Certified スマートフォン「Xperia PLAY SO-01D」（キャリア：NTTドコモ）を発売。

## スポーツ

### 総合競技大会
- 第66回国民体育大会 (おいでませ!山口国体)
- 第11回全国障害者スポーツ大会 (おいでませ!山口大会)

### 各競技

#### モータースポーツ
- 全日本選手権フォーミュラ・ニッポン - アンドレ・ロッテラー
- 全日本F3選手権 - 関口雄飛
- SUPER GT
  - GT500 - 柳田真孝、ロニー・クインタレッリ
  - GT300 - 谷口信輝、番場琢

## 誕生
誕生した事に特筆性のある人物等（世襲制の跡継ぎや動物の繁殖例など）を記載しています。
それ以外については、カテゴリ:2011年生を参照してください。また日本以外については、2011年#誕生を参照してください。
人間

### 1〜3月
- 1月5日 - 稲垣来泉、子役
- 1月5日 - 竹内優月、女流棋士
- 1月14日 - 川端晃菜、女性アイドル、乃木坂46メンバー
- 1月15日 - 大野遥斗、子役
- 1月18日 - 志水透哉、子役
- 2月9日 - 松田芹香、子役
- 2月22日 -三代目中村勘太郎、歌舞伎役者
- 2月28日 - 倉持春希、子役
- 3月1日 - 田中絆菜、子役
- 3月2日 - 世古恋羽、女性アイドル、ファッションモデル、RepiDollメンバー
- 3月18日 - 清水美怜、子役

### 4〜6月
- 4月8日 - 盛永晶月、子役、タレント
- 4月25日 - 小林優仁、子役、ミュージシャン、YouTuber
- 5月8日 - 平野莉亜菜、日本の子役。
- 5月9日 - 野澤しおり、子役
- 5月9日 - まーちゃん、YouTuber
- 5月31日 - 大塩優芽、子役、モデル
- 6月14日 - 竹内一加、子役
- 6月16日 - 大沢一菜、俳優
- 6月20日 - 笹木祐良、子役
- 6月21日 - 山田羽久利、子役
- 6月21日 - 佐々木みゆ、子役
- 6月24日 - HIMARI、ヴァイオリニスト
- 6月26日 - SOTARO、歌手

### 7〜9月
- 7月3日 - 中田理智、子役
- 7月4日 - 山本花帆、子役
- 7月13日 - 江口慶、子役
- 7月20日 - 岩崎夏子、女流棋士
- 7月23日 - 森島律斗、子役
- 7月25日 - 堀越麗禾(四代目市川ぼたん)、舞踊家、女優
- 8月3日 - 川北れん、子役
- 9月1日 - 大野琉功、子役
- 9月10日 - 柊木陽太、子役
- 9月15日 - 竹野谷咲、子役
- 9月15日 - 潤浩、子役
- 9月25日 - 毎田暖乃、子役
- 9月27日 - 庄野凛、子役

### 10〜12月
- 10月8日 - 早坂ひらら、子役
- 10月8日 - 嶺岸煌桜、子役
- 10月13日 - 岡本望来、子役
- 11月3日 - 今野斗葵、子役
- 11月22日 - 前田虎徹、子役
- 12月3日 - 青木遥、声優
- 12月9日 - 米村莉子、子役

動物
- 9月17日 - マーラ、ゾウ